# Moscow on the Hudson
Moscow on the Hudson (br: Moscou em Nova York / pt: Um Russo em Nova Iorque) é um filme estadunidense de 1984 do género comédia dramática, dirigida por Paul Mazursky.

## Sinopse
Vladimir Ivanov (ou Ivanoff) é um saxofonista que pede asilo político aos Estados Unidos, durante a turnê de um circo russo em Nova Iorque. Enquanto foge de agentes soviéticos, vai se acostumando ao modo de vida do bairro do Harlem.

## Elenco
- Robin Williams.... Vladimir Ivanoff
- Maria Conchita Alonso.... Lucia Lombardo
- Cleavant Derricks.... Lionel Whiterspoon
- Alejandro Rey.... Orlando Ramirez
- Saveli Kramarov.... Boris
- Elya Baskin.... Anatoly Cherkasov
- Oleg Rudnik.... Yuri
- Aleksandr Benyaminov.... Avô de Vladimir
- Ivo Vrzal-Wiegand.... Pai de Vladimir
- Natalya Ivanova.... Sasha
- Tiger Haynes.... Avô de Lionel
- Eyde Byrde.... Mãe de Lionel
- Robert MacBeth.... Padrasto de Lionel
- Donna Ingram-Young.... Leanne Whiterspoon
- Olga Talyn.... Svetlana
- Paul Mazursky.... Dave